# Panoptykon Foundation

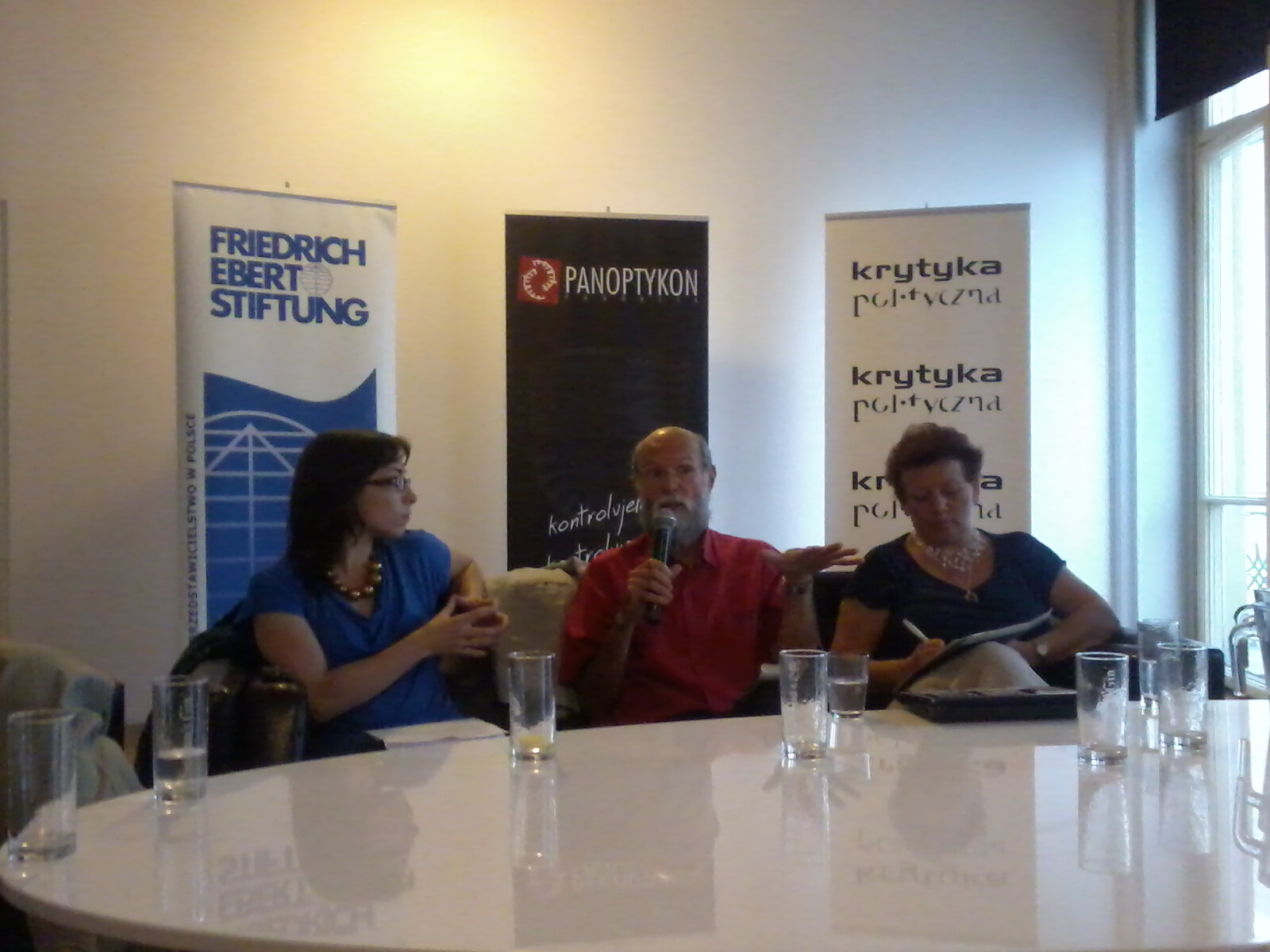
El profesor David Lyon en Varsovia (en el centro).

La Fundación Panoptykon es una Organización no gubernamental originaria de Polonia cuya meta principal es defender las libertades básicas y los derechos humanos contra las amenazas que presentan el desarrollo de las nuevas tecnologías de vigilancia. Las actividades de la Fundación son parte de un esfuerzo mayor de investigación sobre el fenómeno de una sociedad de la vigilancia.
La Fundación fue establecida el 17 de abril de 2009 por Katarzyna Szymielewicz, Malgorzata Szumanska, Piotr Drobek y Krystian Legierski.

## Etimología
El nombre de la fundación es una referencia a un concepto de Jeremy Bentham de una prisión especial, el Panóptico; en esta prisión un guardia puede monitorear constantemente las actividades de los reos desde una estación central de vigilancia en el edificio mientras permanece invisible. La idea de esta solución es que provocaría que los presos se auto-censuren; los forzaría a controlar su propio comportamiento por el miedo a ser vigilados.
El concepto del Panóptico fue desarrollado posteriormente Michel Foucault quien extrapoló el concepto en la sociedad como un todo. El pensador francés aseguró que ya no necesitamos construir el Panóptico o ser prisioneros para ser el efecto de una vigilancia constante y omnipresente. Una sociedad moderna puede ser percibida por sí misma como el Panóptico, donde cada uno está sujeto a su control constante.